# Banco de Ghana
El Banco de Ghana ( BoG ) (en inglés: Bank of Ghana) es el banco central de Ghana. Se encuentra en Acra y se formó en 1957. El banco está activo en el desarrollo de políticas de inclusión financiera y es miembro de la Alianza para la Inclusión Financiera . El 2 de marzo de 2012, durante una conferencia regional africana sobre servicios financieros móviles celebrada en Zanzíbar, el Banco de Ghana anunció que asumiría compromisos específicos de inclusión financiera en virtud de la Declaración Maya.

## Historia
El Banco Central de Ghana tiene sus raíces en el Banco de la Costa de Oro (BGC, del inglés Bank of the Gold Coast) o el Banco Comercial de Ghana. Tan pronto como los políticos y economistas locales vieron la independencia política a la vista a mediados de la década de 1950, revivió el interés por un banco central. Se argumentó que un banco central era una institución que daría un verdadero significado a la independencia política. Puede recordarse que, allá por 1947, algunos políticos destacados habían pedido el establecimiento de un banco nacional con funciones de banco central para actuar como banquero del gobierno y para atender al sector nativo de la economía.
Se aceptaron las propuestas de los defensores de un banco central y, a principios de 1955, el Gobierno creó otro Comité Selecto para examinar nuevamente el Informe Trevor y preparar las bases para el establecimiento de un banco central en Ghana. Afortunadamente, el BGC ya había preparado el escenario para la banca central: todo lo que se necesitaba era personal especialmente capacitado en banca central y un alojamiento adecuado para que el banco despegara.
A fines de 1956, todo estaba listo para el establecimiento del Banco de Ghana. Un nuevo y moderno edificio de cinco pisos había sido instalado en High Street, adyacente a la Asamblea Metropolitana de Acra (AMA) para albergar tanto al Banco de Ghana como al Banco Comercial de Ghana (GCB).